# Seven Valleys (Pennsylvanie)
Seven Valleys est un borough situé au centre du comté de York, en Pennsylvanie, aux États-Unis,. En 2010, il comptait une population de 517 habitants, estimée au 1er juillet 2020 à 525 habitants. Le borough est fondé en 1740 et incorporé en 1892.

## Démographie
Lors du recensement de 2010, le borough comptait une population de 517 habitants. Elle est estimée, en 2020, à 525 habitants.